# Giacomo III Crispo
Giacomo III Crispo (... – 1480) fu il diciassettesimo duca del Ducato di Nasso dal 1463.

## Biografia
Alla morte del padre Francesco II era ancora minorenne. La reggenza, quindi, venne data alla madre.
Intanto la guerra tra Venezia e gli Ottomani era ripresa. Il Ducato mandò alcune galere a sostegno della flotta veneziana presso Nauplia. Nel 1470 Negroponte cadde, esponendo tutto il Mare Egeo alla navi ottomane. Nel 1475 anche Nasso dovette sottoporsi a una razzia e saccheggio. La pace fu firmata nel 1479.
Il ritorno della pace permise a Giacomo di provvedere più serenamente alla nozze della propria figlia Fiorenza con il Signore di Santorini Domenico Pisani. Volendo mostrare la forza del proprio ducato, organizzò la cerimonia più bella possibile. Tutta la nobiltà di tutto il Ducato dell'Arcipelago, amici e parenti hanno potuto partecipare ai festeggiamenti che sono durati un mese intero. L'anno seguente Giacomo III morì.
Non avendo figli maschi, alla sua morte seguendo la legge salica il ducato venne ereditato dal fratello Giovanni III Crispo.